# Göteborgsgirot
Göteborgsgirot är ett årligen återkommande cykelevenemang i Göteborg, med ett antal olika cykellopp i och runt staden. Det första Göteborgsgirot lanserades som ett sätt att binda samman staden och evenemanget har fortfarande idag lopp i alla stadsdelar. Det första cykelloppet ägde rum i maj 2013 med omkring 3 000 deltagare. Första året var start och mål på Ullevi men allt eftersom arrangemanget har växt har det flyttat ut till den mer publika ytan på Heden. Arrangör idag är föreningen Giro Cycle Club, som utöver Göteborgsgirot driver ett cykellag.